# Сонин, Дмитрий Степанович
Дми́трий Степа́нович Со́нин (1749 — после 1801) — российский государственный деятель, действительный статский советник, седьмой Рязанский губернатор.

## Биография

### Происхождение
Родился в 1749 году. Происходил из дворянского рода, основанного согласно семейной легенде выходцем из Орды, татарином Сагом (в крещении Сафонтием). Его предок, Еремей Васильевич Сонин был наместником в Рыбном в 1533 году.

### Служба
Службу начал в 1763 году в возрасте 14 лет солдатом Ладожского пехотного батальона. В том же году был произведён в сержанты, через семь лет — в прапорщики, а в 1771 году — в подпоручики.
В 1772 году принимал участие в походе против польских конфедератов, где был ранен в левое плечо и щёку. В 1773 перевёлся на службу в Санкт-Петербургский легион и через пять лет, в чине капитана перешёл на гражданскую службу.
В 1778 году под началом Михаила Кречетникова служил губернским стряпчим в Тульской губернии. В 1784 году был избран её дворянством капитан-исправником одного из уездов.
В 1785 году переезжает в Санкт-Петербург и определяется а службу в Адмиралтейскую коллегию экзекутором, а с 1791 году — прокурором.
В 1791 году производится в подполковники, а через год «за отличное и усердное управление в должности» получает Орден Святого Владимира IV степени.
После вступления на престол Павла I в 1797 году Сонин переводится на должность обер-прокурора в Сенат с производством в статские советники. В 1798 году получает чин действительного статского советника, через год — Орден Святой Анны II степени.
17 июня 1800 года назначен Рязанским губернатором, каковую должность занимал в течение года.
Скончался Дмитрий Степанович около 1801 года.

### Деятельность в качестве губернатора
Главным вкладом за время службы в Рязанской губернии стала подготовка и открытие 13 февраля 1801 года первой Рязанской губернской типографии.
Увеличение объёмов делопроизводства в губернии привело к необходимости использования печатных бланков и документов. Осенью 1800 года коллежский регистратор Иван Евсеевич Можаров был отправлен в Москву, для покупки оборудования для новой типографии, которым стал станок немецкого производства, ранее принадлежавший знаменитому издателю и просветителю Н. И. Новикову.

## Награды
- Орден Святого Владимира IV степени (1791) — «за отличное и усердное управление в должности»
- Орден Святой Анны II степени (1798)